# مرکز ملی هنرهای نمایشی چین
مرکز ملی هنرهای نمایشی چین (انگلیسی: National Centre for the Performing Arts) یک مرکز هنرهای نمایشی در پکن، جمهوری خلق چین است.
این مجموعه که در سال ۲۰۰۷ تأسیس شده دارای ۳ سالن مخصوص تئاتر، اپرا و کنسرت می‌باشد.

## امکانات
- سالن اپرا: ۲٬۴۱۶ نفر ظرفیت، مخصوص اپرا، باله و رقص
- سالن موسیقی: ۲٬۰۱۷ نفر ظرفیت، مخصوص کنسرت
- سالن تئاتر: ۱٬۰۴۰ نفر ظرفیت، مخصوص تئاتر و اپرا پکن

## نگارخانه

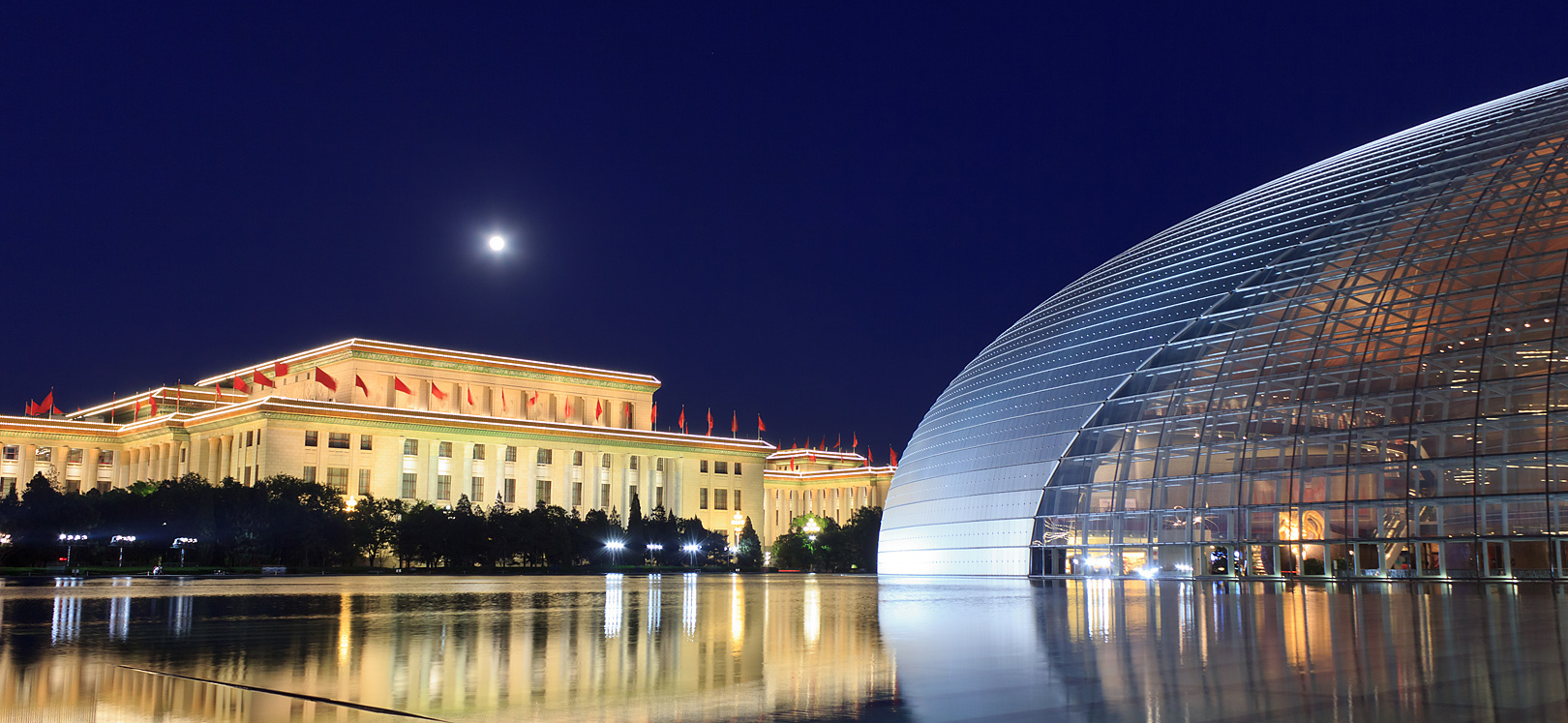
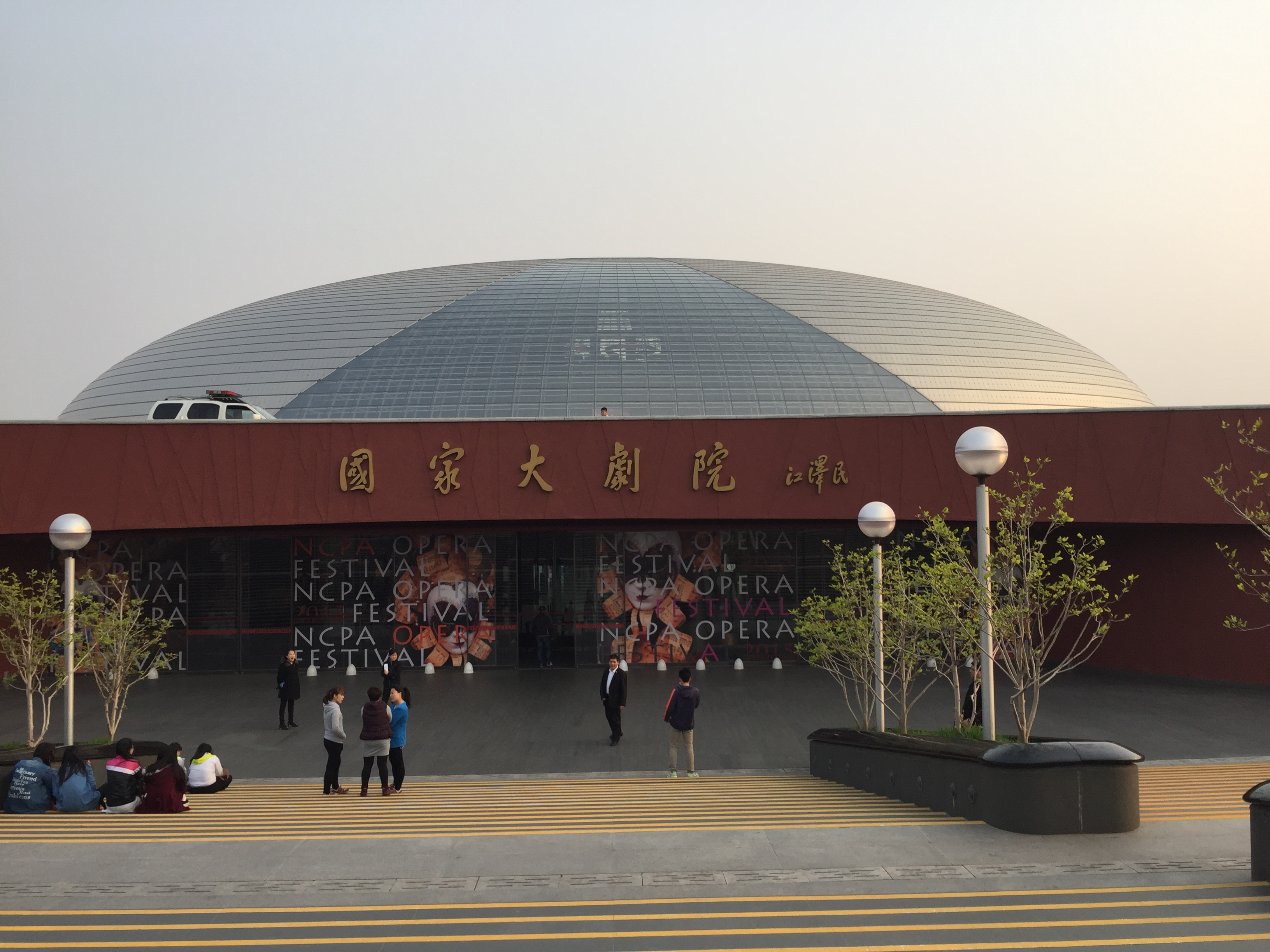
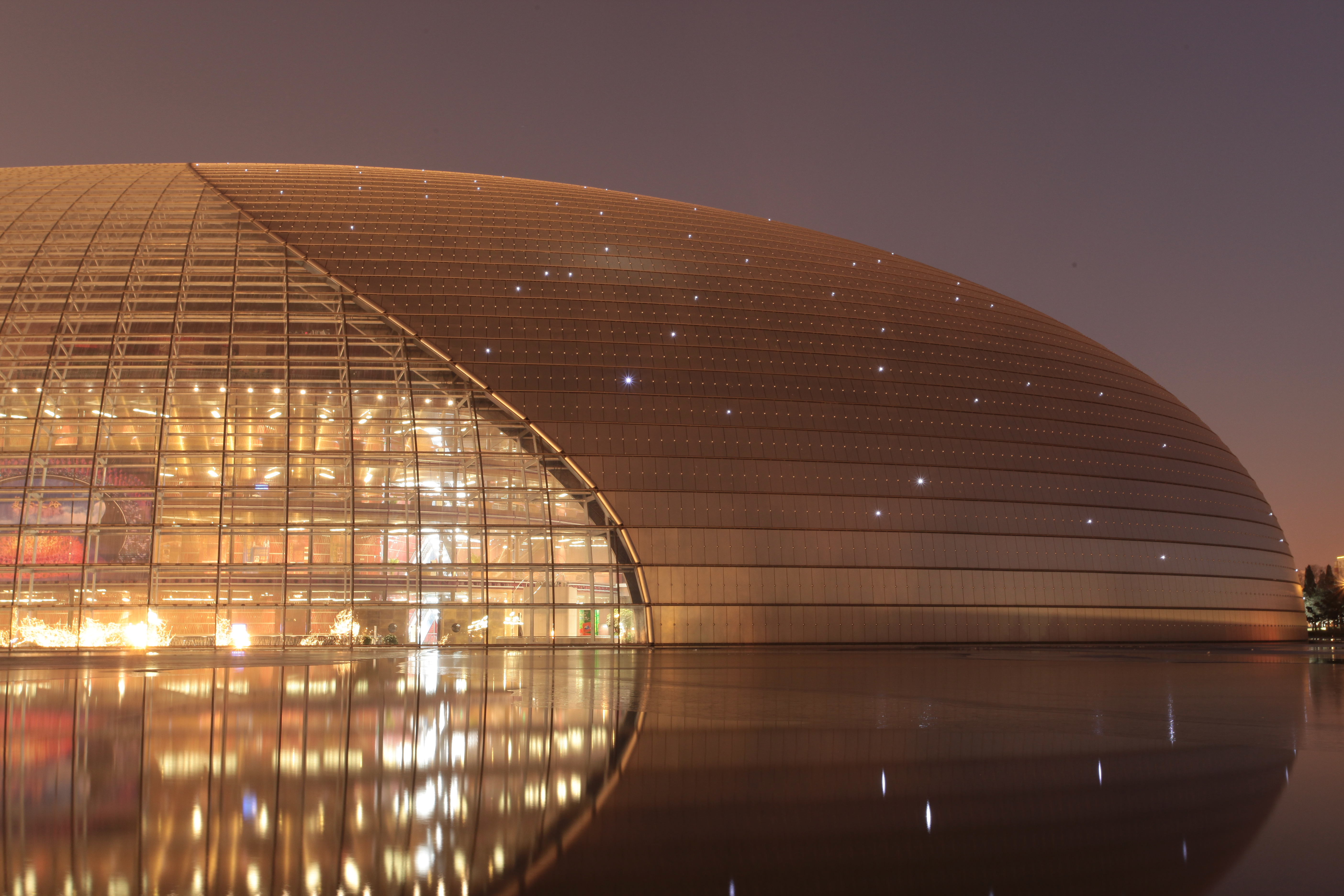
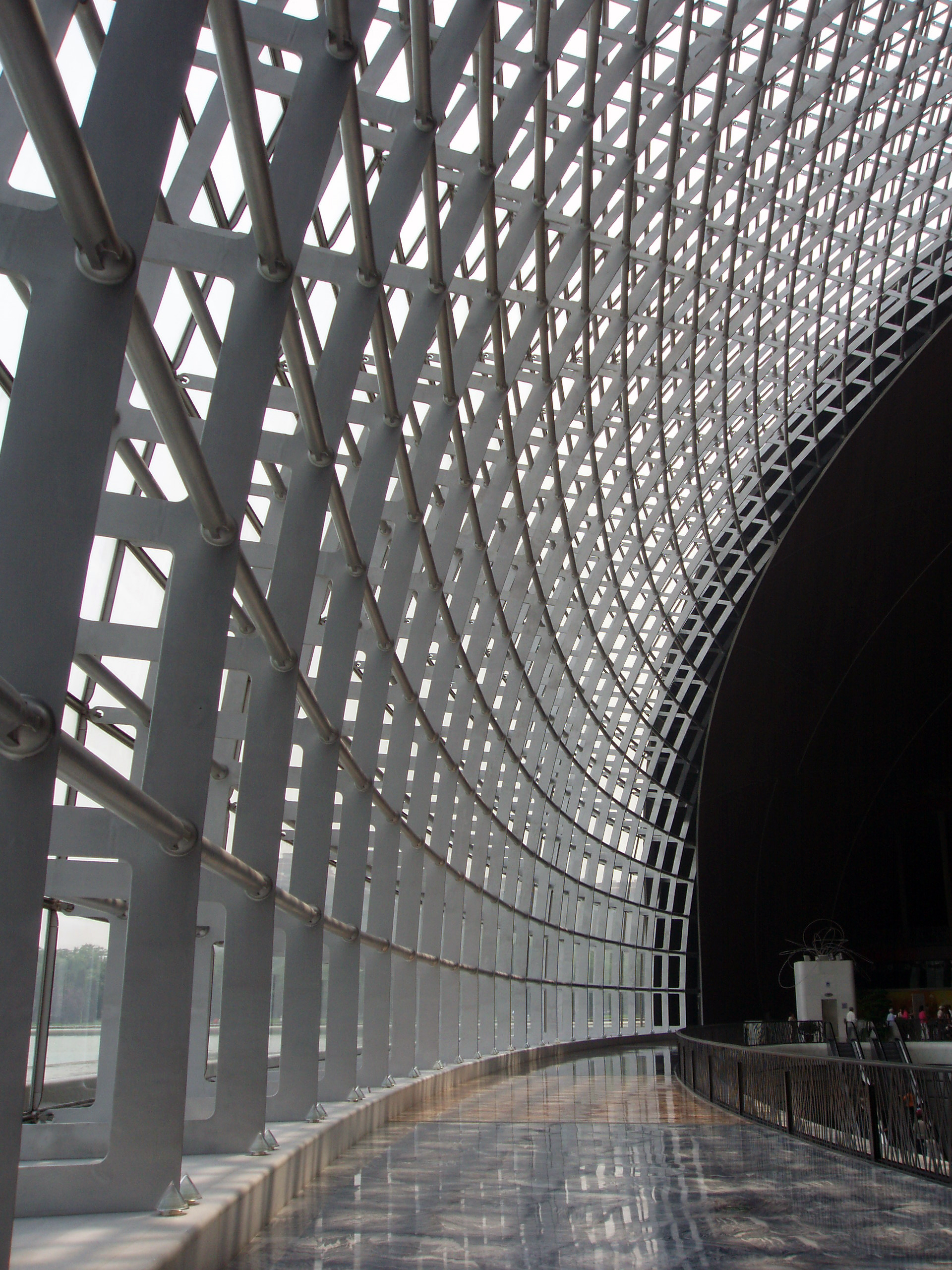
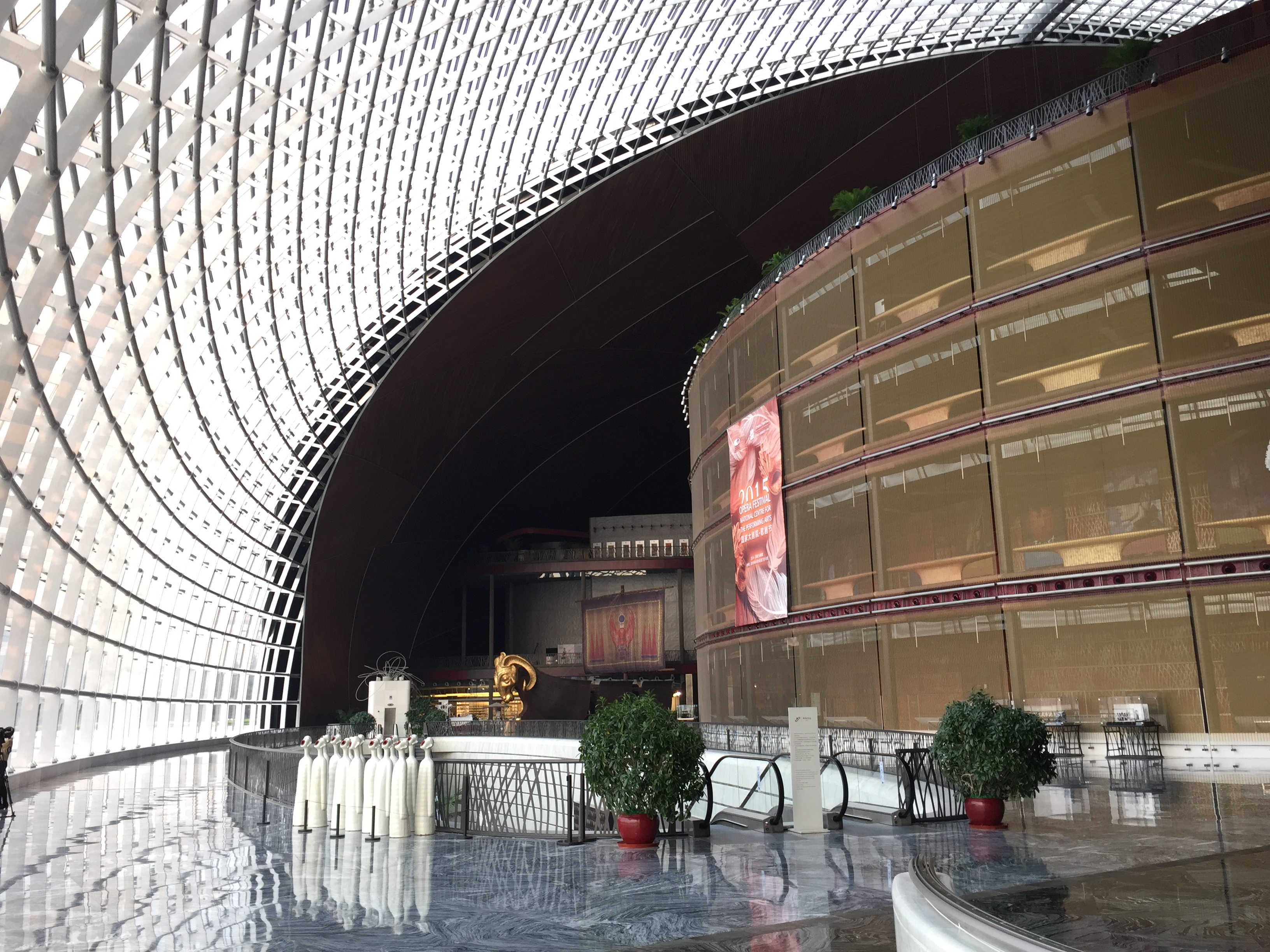
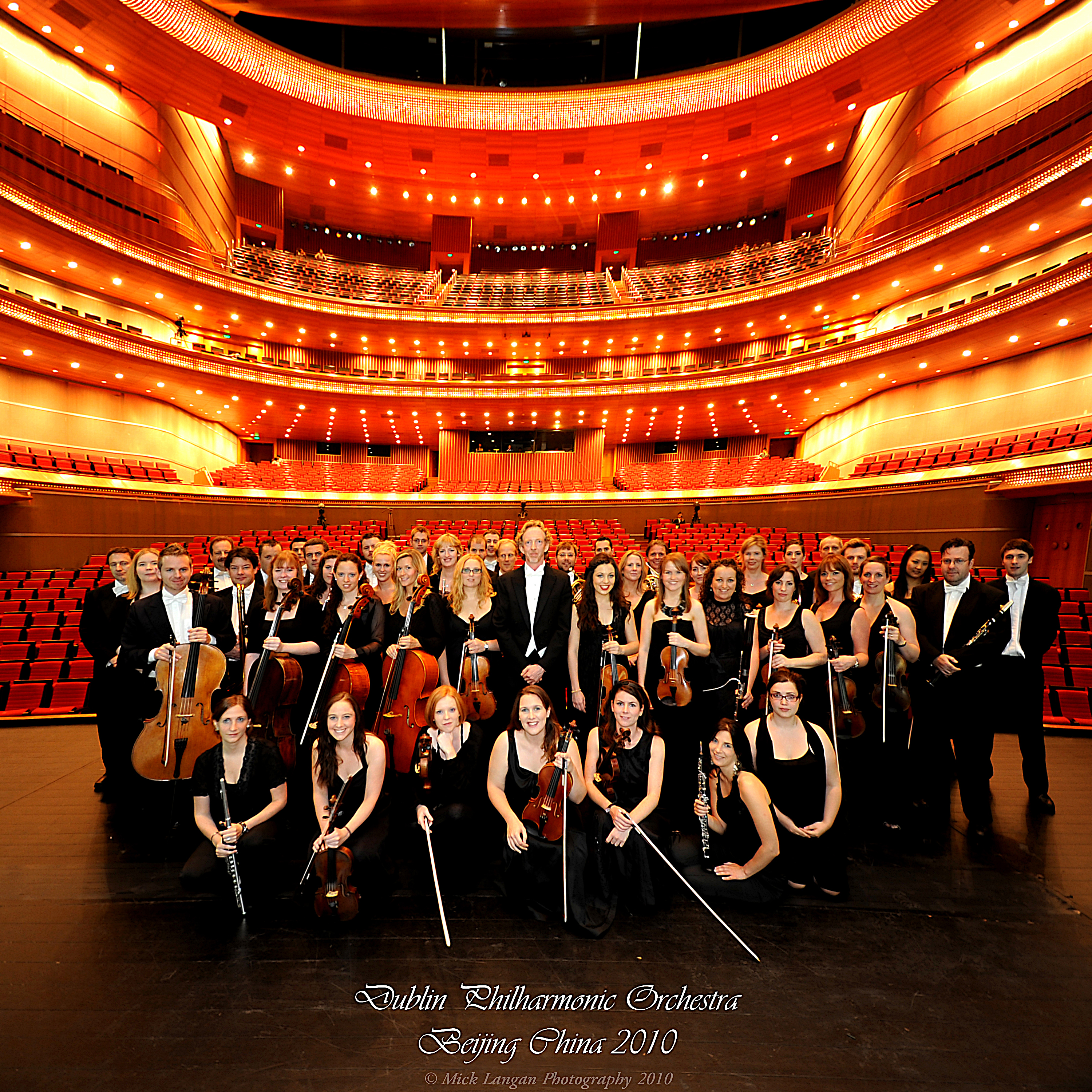
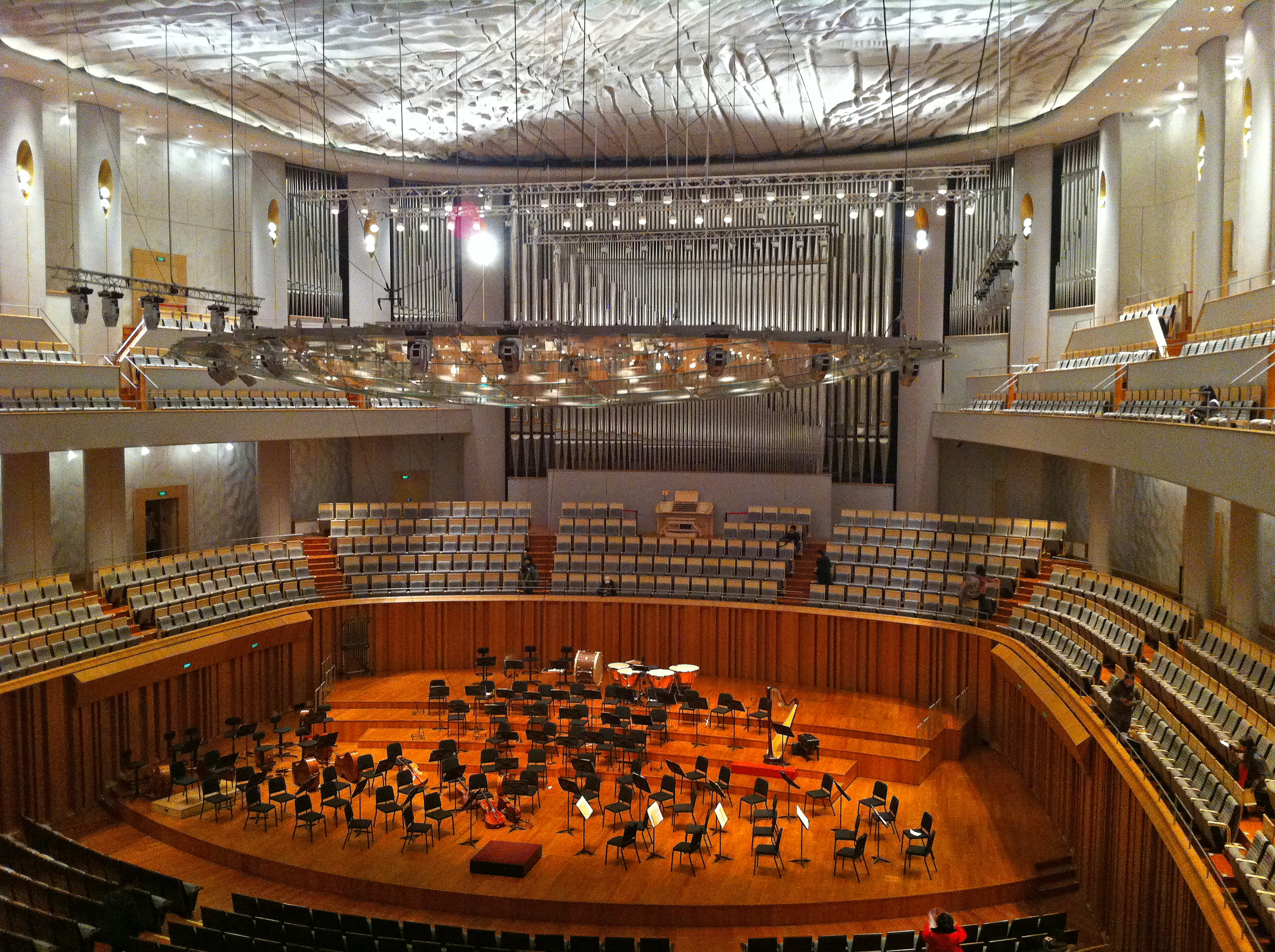
سالن موسیقی
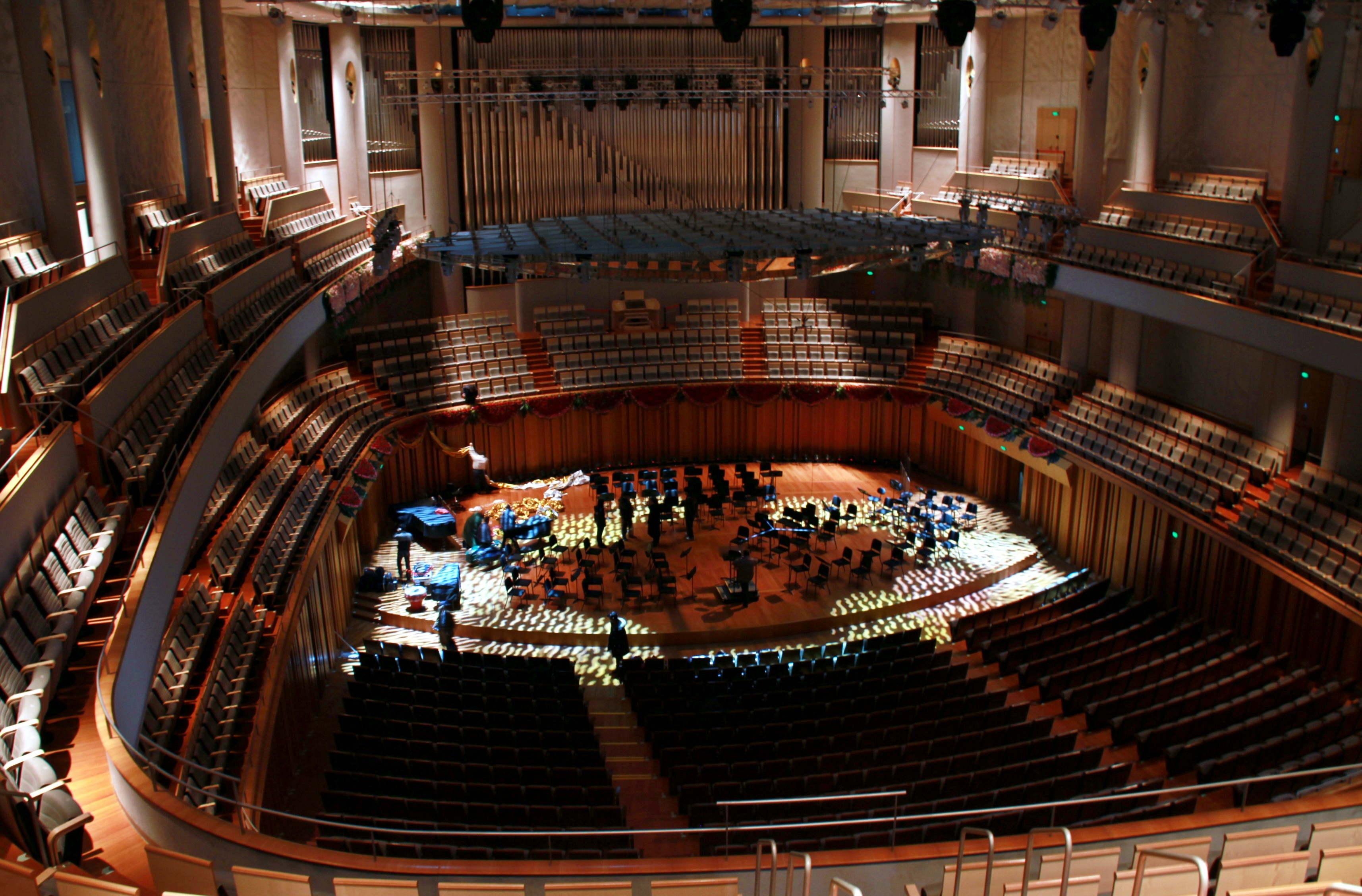
سالن موسیقی
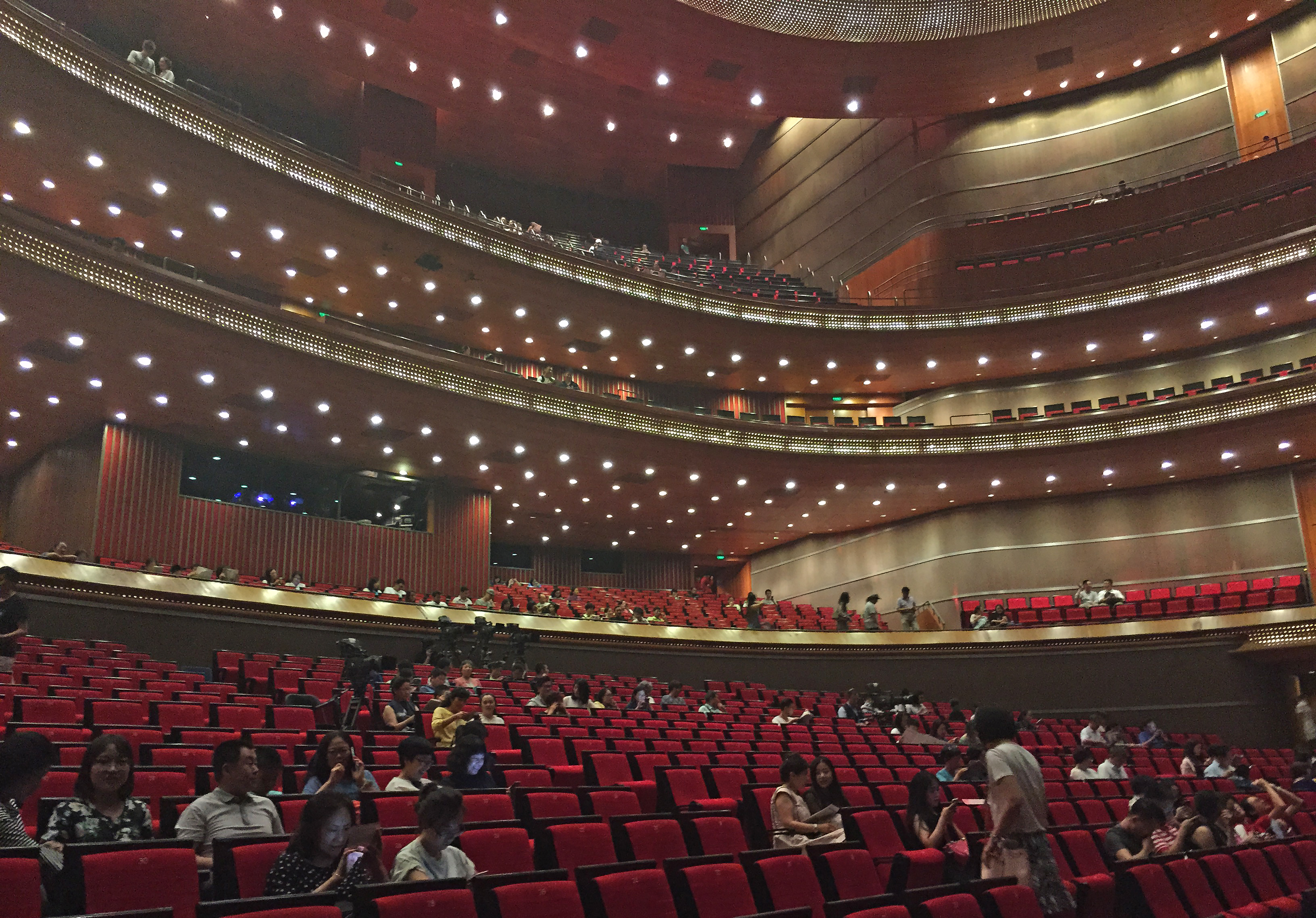
سالن اپرا